# 라파엘 마르틴 바스케스
라파엘 마르틴 바스케스(Rafael Martín Vázquez, 1965년 9월 25일, 마드리드 ~)는 은퇴한 스페인의 축구 선수로, 현역 시절에는 주로 공격형 미드필더로 활약하였다.
그는 주로 레알 마드리드 CF에서 활약하였으며, 1983년에서 1990년까지, 또 1992년에서 1995년까지 두차례 활약하며, 총 252번의 라 리가 경기에 출전하여 42골을 득점하였다. 그는 이탈리아, 프랑스, 멕시코, 독일에서도 활동한 경력이 있으나, 토리노 FC를 제외하고는 모두 큰 성공을 거두지는 못하였다.
마르틴 바스케스는 한차례의 FIFA 월드컵과 한차레의 UEFA 유럽 축구 선수권 대회에 참여하며, 국가대표팀 경기에 40번 출장하였다.

## 클럽 경력
마드리드 출신으로, 마르틴 바스케스는 1980년에 레알 마드리드의 유소년부에 15세의 나이로 합류하였고, 그로부터 3년 뒤에 처음으로 1군에 이름을 올렸으며, 독수리 편대의 일원이 되었다. 독수리 편대는 미첼, 에밀리오 부트라게뇨, 미겔 파르데사, 그리고 마놀로 산치스가 있었다. 1989-90 시즌에는 클럽 최다인 107골을 기록할 당시 본인이 스스로 14골을 기록하였고, 38골을 기록한 우고 산체스에 이어 팀내 득점 2위였다.
루마니아의 게오르게 하지가 영입되자, 마르틴 바스케스는 토리노와 계약하였지만, 2시즌동안 이탈리아 무대에 적응하는데 실패하였다. (그러나, 그의 팀은 UEFA컵 결승전에 올랐다.) 그는 이후 마르세유로 이적하였으나 프랑스 무대에서 두달간 활약하는데 그쳤고, 결국 친정팀 레알 마드리드에 복귀하였다. 그는 마드리드 소속으로 두 차례 머무는 동안 6차례 라 리가 우승을 거두고, 2번의 UEFA컵, 2번의 코파 델 레이 우승을 거두었다.
그는 중상을 당한 뒤, 1998년 말에 현역 은퇴를 선언하였다. 그는 1995년부터 1998년까지 데포르티보, 클루브 셀라야 (이곳에서 그는 부트라게뇨와 재회하였다.), 카를스루에 SC (독일 2 분데스리가 클럽) 그는 이후 레알 마드리드의 유소년팀 감독이 되었고, 올드보이즈 팀의 피트니스도 담당하고 있다.

## 국가대표팀 경력
마르틴 바스케스는 스페인 축구 국가대표팀 일원으로 UEFA 유로 1988과 1990년 FIFA 월드컵을 포함하여 38차례 출전하였다. 그는 1987년 9월 23일, 룩셈부르크와의 친선전에서 데뷔하였다.

### 국가대표팀 득점 기록
| #  | 날짜           | 경기장                        | 상대     | 점수 | 최종결과 | 대회     |
| -- | -------------- | ----------------------------- | -------- | ---- | -------- | -------- |
| 1. | 1991년 9월 4일 | 오비에도, 카를로스 타르티에레 | 우루과이 | 1–0  | 2–1      | 친선경기 |

## 수상
레알 마드리드
- 라 리가: 1985–86, 1986–87, 1987–88, 1988–89, 1989–90, 1994–95
- 코파 델 레이: 1988–89, 1992–93
- 코파 데 라 리가: 1985
- 수페르코파 데 에스파냐: 1988, 1989, 1993
- UEFA 컵: 1984-85, 1985–86
- 코파 이베로아메리카나: 1994

토리노
- UEFA 컵 준우승: 1991–92

데포르티보
- 수페르코파 데 에스파냐: 1995